# Поні

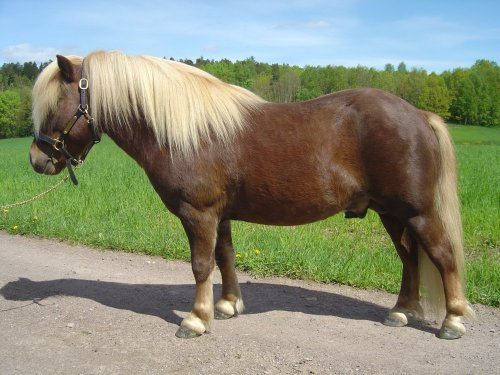
Поні

По́ні (англ. pony, від гал. ponaidh), заст. муц — група порід коней, висота яких у холці не перевищує 150 см. Походить із Азії та Шотландії. У світі налічується близько 30 порід поні. Максимальна тривалість життя — 45-50 років. Від початку поні використовувались як тяглові тварини у шахтах та копальнях, в XX—XXI сторіччях їх розводять переважно задля дитячого кінного спорту, як домашніх улюбленців та задля виступів у цирку.

## Породи

### Шетлендський поні

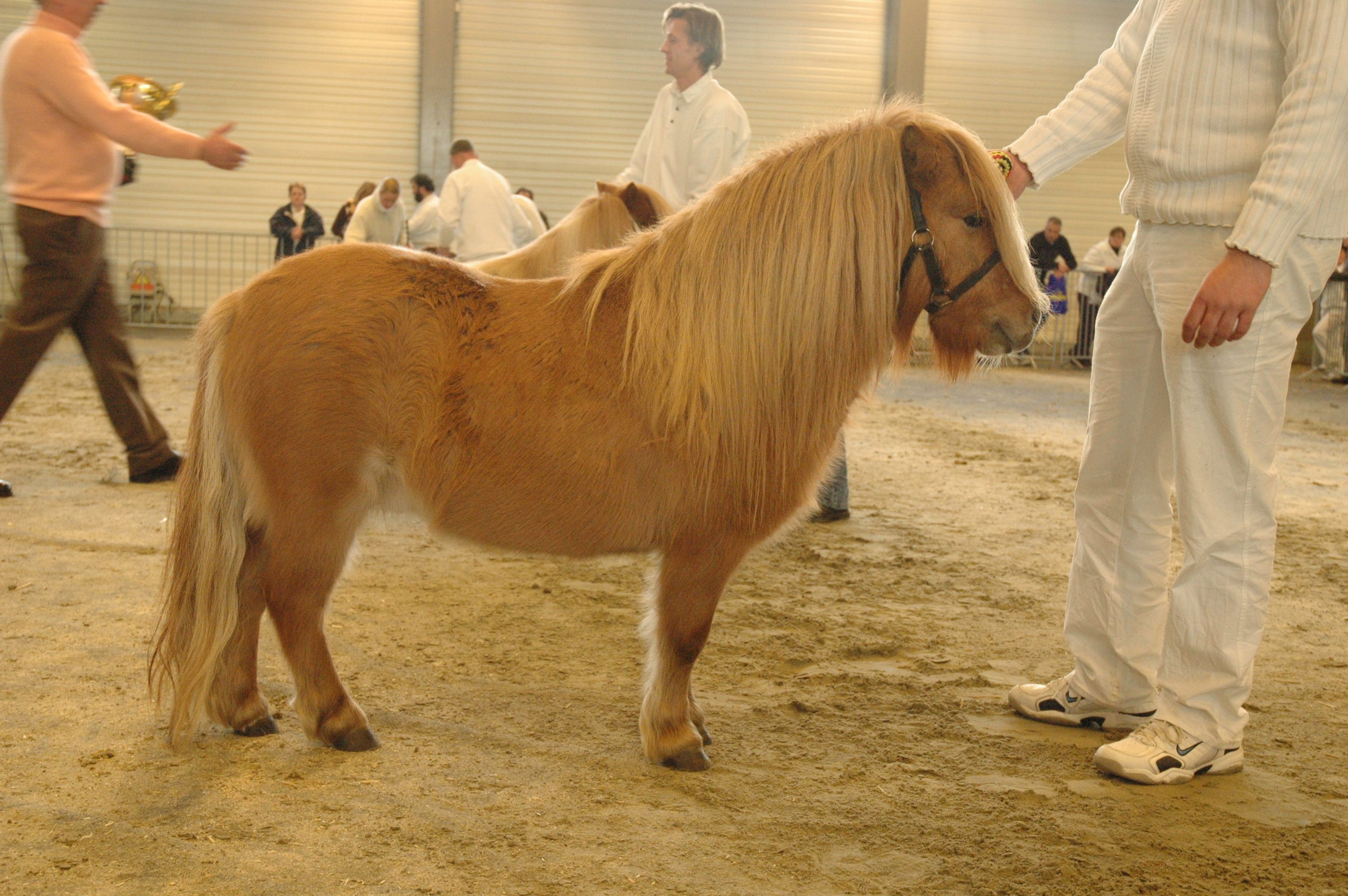
Шетлендський поні

Шетлендський поні (англ. Shetland pony) — дуже древня та мініатюрна порода коней. Сформувались на Шетландських та Оркнейських островах Атлантичного океану більше тисячі років тому. Висота в холці яких 80-120 сантиметрів. При схрещуванні з іншими породами коней дають нормальне потомство. Вони невибагливі до умов утримання, добре переносять низькі температури. Використовувались у Шотландії в гірничій промисловості для вивозу з шахт руди або вугілля.

### Шотландський поні

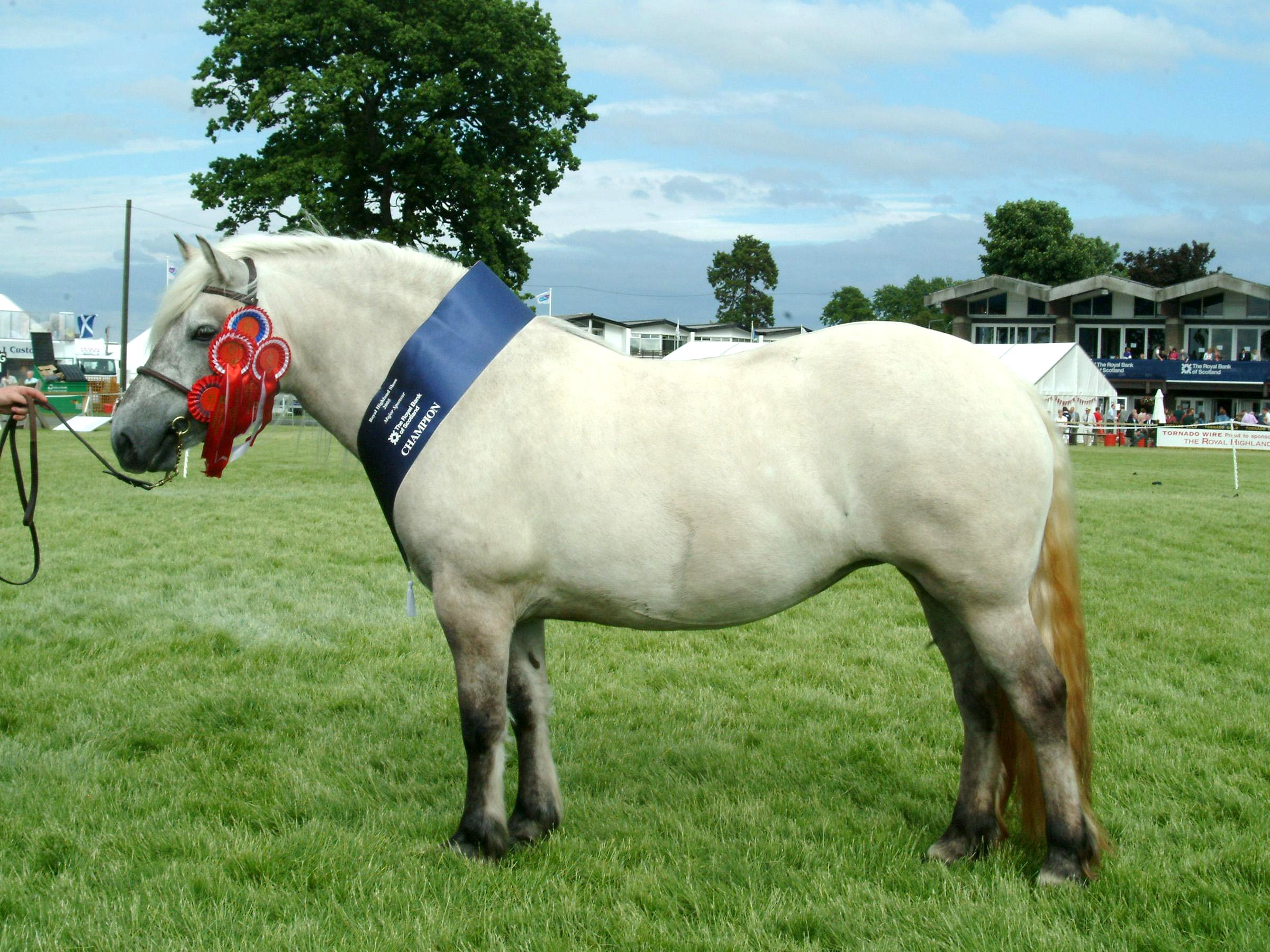
Шотландський поні, чемпіон породи 2005 року

Шотландський поні (англ. Highland Pony) — походить із Шотландії. В цій породі розрізняють три типи:
- невеликі поні висотою в холці 122—132 см,
- верхові шотландські поні — зріст 132—140 см,
- найбільші, мейленд-поні висотою в холці 142—147 см.

### Валійський поні

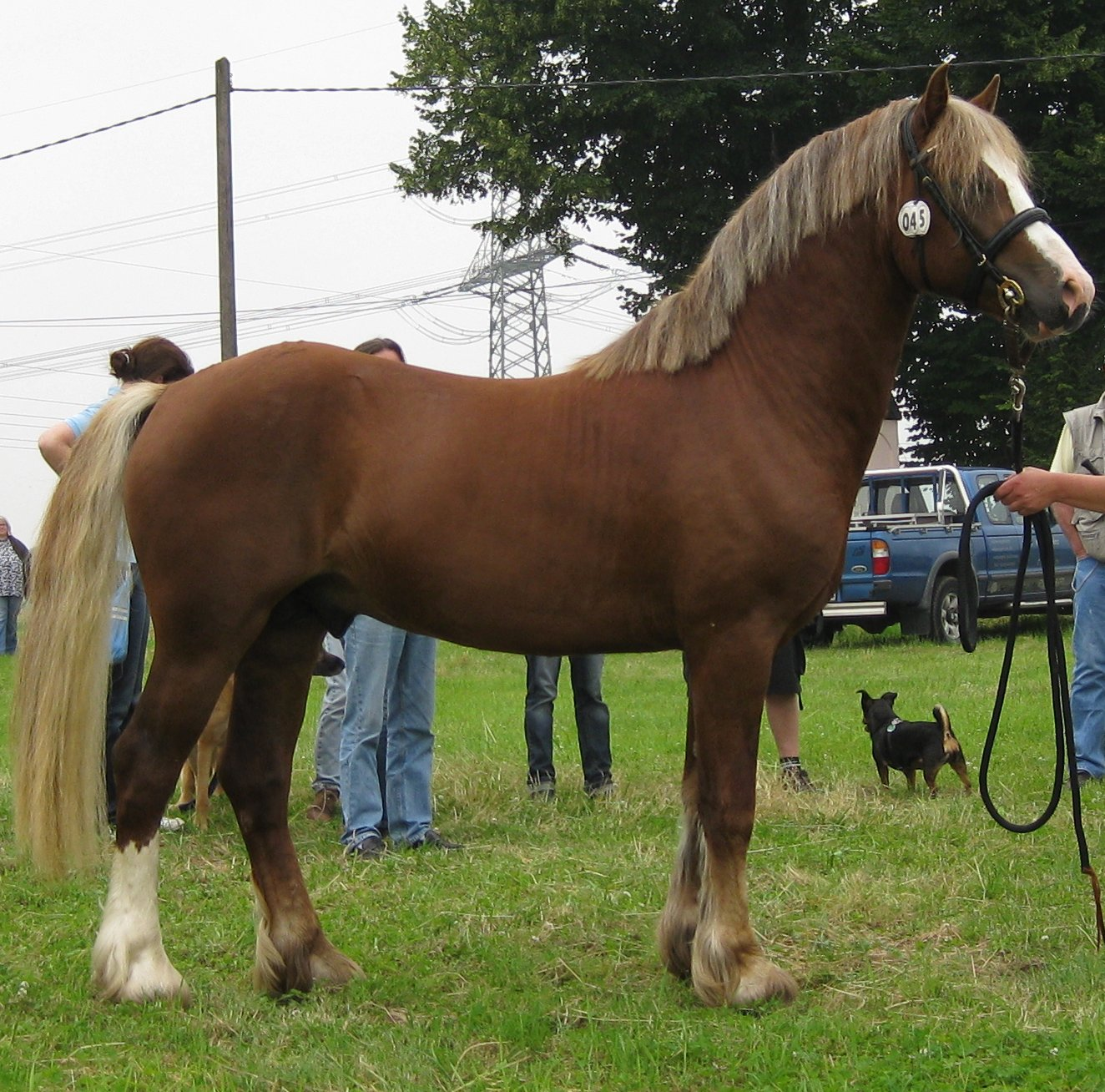
Валійський поні

Валійський поні (англ. Welsh Pony) — порода, відома ще з часів Юлія Цезаря. В теперішній час в породі розрізняють три типи:
- валійський гірський поні — найменші коні, не вище 122 см в холці,
- середній тип — зріст 110—136 см,
- валіський коб для гри у кінне поло — від 137 до 159 см в холці.

### Коннемарський поні

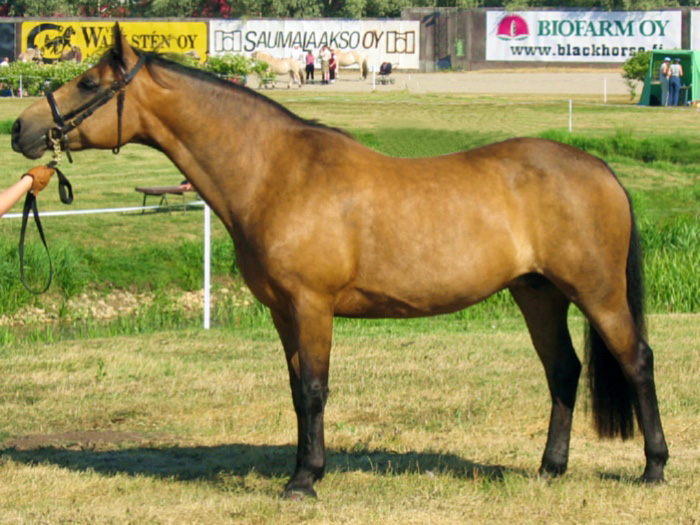
Коннемарський поні

Поні Коннемара (англ. Connemara pony, ірл. Capaillín Chonamara) виведена у регіоні Коннемара в графстві Голвей на заході Ірландії.

### Ексмурський поні

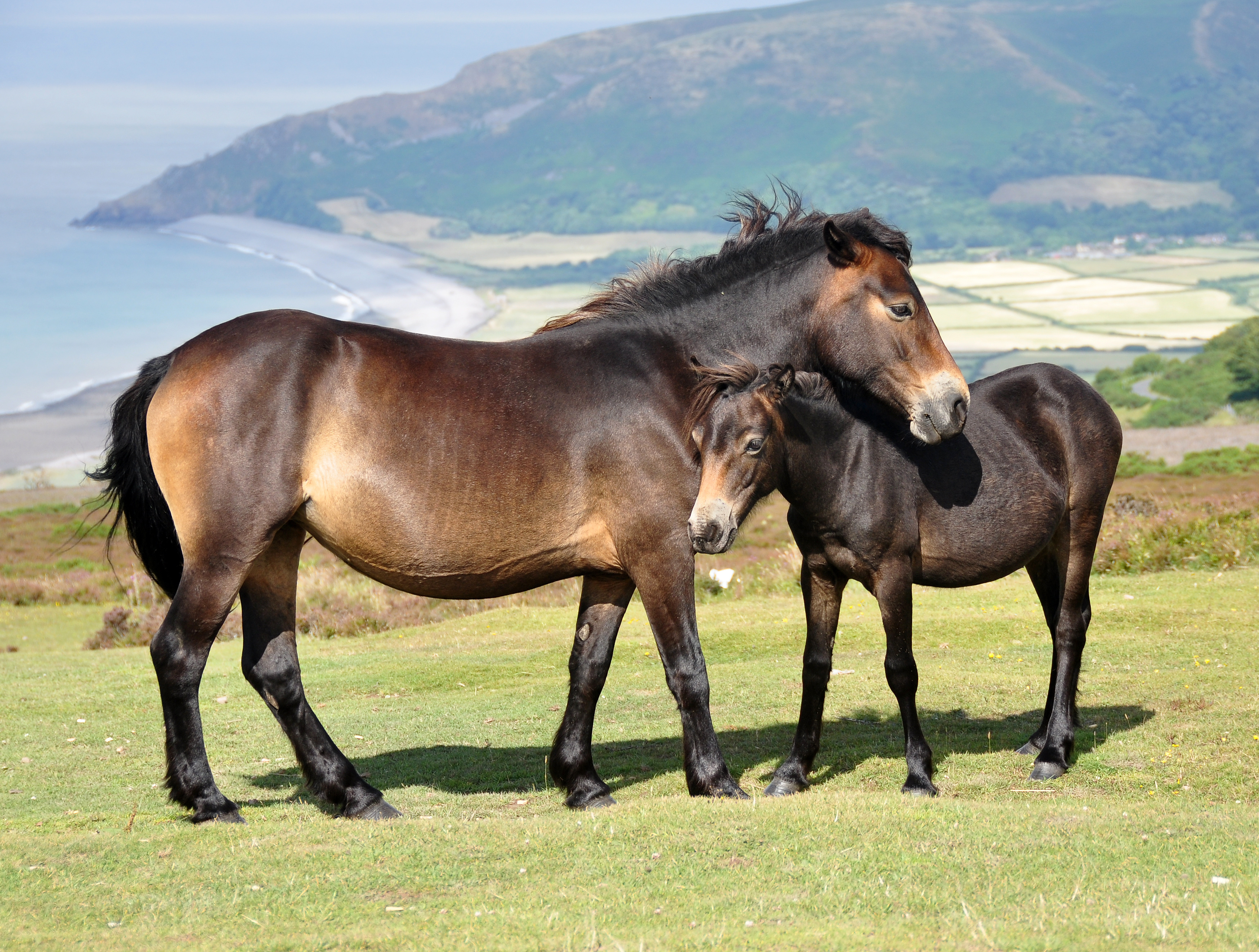
Пара ексмурських поні

Ексмурський поні (англ. Exmoor Pony) — найстаріша з усіх порід поні, що живуть в горах і на торф'яних болотах Великої Британії та одна з найстаріших порід коней на землі. Походить з південно-західних англійських графств Сомерсет і Девон. Перша згадка про ексмурських поні та їх власників зустрічається у земельному описі в Англії 1085 року. Віддаленість місць проживання від цивілізації сприяла тому, що ексмурський поні майже не змішувався із іншими породами.
У 1921 році було засновано товариство любителів ексмурських поні. Основна мета — поліпшення умов життя та залучення інтересу до розведення цієї історичної породи. Табуни поні продовжують вести дике життя на пустощах, але щороку їх збирають для перевірки.

## Фалабелла

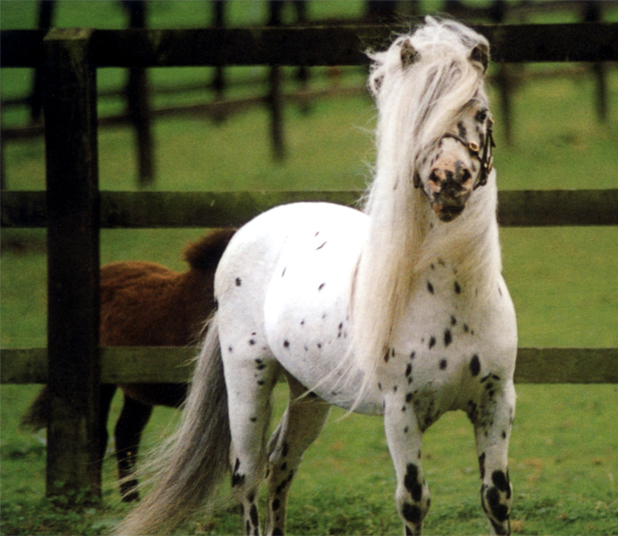
Фалабелла

Фалабелла — найменша з усіх порід коней у світі, яку часто помилково вважають породою поні. Насправді, вона належить до особливої, самостійної групи мініатюрних коней. Середній ріст: 50 — 75 см в холці та нижче. Порода виведена фермером Джуліо Сезаре Фалабеллою в Аргентині у середині XX століття.